# Гродзянский сельсовет
Гродзя́нский сельсовет — административная единица на территории Осиповичского района Могилёвской области Белоруссии. Административный центр — деревня Гродзянка.

## Географическое положение
Гродзянский сельсовет находится в северной части Осиповичского района и граничит с Лапичским, Липенским, Свислочским сельсоветами Осиповичского района, Якшицким — Березинского района и Ляденским — Червенского района Минской области.
Административный центр сельсовета — деревня Гродзянка — расположен в 47 км от Осипович в живописном месте, окружённом лесом.

## История
Поселение Гродзянка возникло в конце XIX века. В начале XX века было известно как урочище Гродзянка Погорельской волости Игуменского уезда.
В 1905 году Антонием Радзивилом было образовано общество для строительства железнодорожной линии Верейцы — Гродзянка, которая была построена в 1911 году.
В годы Великой Отечественной войны в Гродзянке действовала подпольная антифашистская группа. В окрестных лесах базировалась Осиповичская партизанская бригада.
В марте 1942 года партизаны уничтожили базировавшийся в Гродзянке немецкий гарнизон. В ответной какрательной акции гитлеровцы сожгли поселок и уничтожили 350 мирных жителей. Также вместе с жителями были сожжены деревни Маковье, Полядки.
В феврале 2002 года упразднён Гродзянский поселковый Совет. В границах населённых пунктов: Аминовичи, Буда, Гродзянка, Гродзянец, Казимирово, Каменичи, Лозовое, Осовок, Погорелье, Притерна, Цезарево, Яновка образован Гродзянский сельсовет.

## Состав
Гродзянский сельсовет включает 11 населённых пунктов:
- Аминовичи — деревня.
- Гродзянец — деревня.
- Гродзянка — деревня.
- Казимирово — деревня.
- Каменичи — агрогородок.
- Лозовое — деревня.
- Осовок — деревня.
- Погорелое — деревня.
- Цезарево — деревня.
- Яновка — деревня.

Упразднённые населённые пункты на территории сельсовета:
- Буда — деревня.

Населённые пункты, включённые в состав других сельсоветов:
- Притерпа — деревня, в 2017 году включена в состав Свислочского сельсовета

## Промышленность и сельское хозяйство
На территории сельсовета расположены
- СПК «Новый путь»
- СПК «Красный ударник»
- Два лесничества, лесоучасток

## Социальная сфера
На территории сельсовета работают две средние школы, одна из которых в комплексе с детским садом, два сельских клуба, Дом культуры, три библиотеки, врачебная амбулатория, два фельдшерско-акушерских пункта, три отделения связи, три АТС, 6 магазинов.

## Памятные места
В память о погибших воинах, земляках на братских могилах установлены стелы, памятники. Всего на территории сельсовета насчитывается 20 памятников.
В 1975 году на месте базирования Осиповичских райкомов КПБ и ЛКСМБ и Осиповичской военно-оперативной группы был открыт мемориальный комплекс «Рассоха», расположенный в 12 км от Гродзянки.

## Известные жители и уроженцы
- Таиса Константиновна Грамадченко, 1951 года рождения — белорусский критик и литературовед, кандидат филологических наук
- Петр Адамович Левицкий, 1906 года рождения, партийный государственный деятель БССР, председатель Могилёвского облисполкома в 1961—1963 годах, награждён орденом Ленина, другими орденами и медалями
- Василий Михайлович Хатько, 1967 года рождения — командир отделения пожарной команды, погиб при тушении взорвавшегося самолета с боеприпасами в Афганистане, посмертно награждён орденом Красной Звезды, медалью «За боевые заслуги», его имя носит центральная улица деревни Гродзянка
- Иван Макарович Стельмах, 1912 года рождения — один из организаторов партизанского движения на территории Осиповичского района, депутат Верховного Совета БССР, депутат Могилевского и Гомельского областных Советов народных депутатов, награждён орденами Ленина и дважды Красного Знамени. В 1982 году ему присвоено звание Почетного гражданина города Осиповичи.